# Каштановий сквер (Миколаїв)
Каштановий сквер — сквер в Центральному районі Миколаєва, розташований на Соборній вулиці, — центральній пішохідній вулиці міста.

## Пам'ятники, скульптури
На території скверу розташовуються пам'ятник Святому Миколаю і два мармурові леви XIX століття.
Пам'ятник Святому Миколаю, заступнику і покровителю міста, відкритий 17 вересня 2005 року до 215-ї річниці міста. Автори пам'ятника — скульптор І. Я. Булавицький, архітектори О. Бондар і А. Павлов. Скульптура виконана зі світло-сірого граніту з легкою блакиттю з Янцевського родовища Запорізької області (виточена з 15-тонної брили). У лівій руці Миколая — Євангеліє, правою він благословляє всіх мешканців і гостей міста Миколаєва. Інші частини монумента виконано із сірого і чорного граніту. Загальна висота монументу становить 5,95 метра, висота постаті — 3,5 метри.
По обох боках сходів у сквер із сторони Соборної вулиці розміщені скульптури левів, які раніше стояли біля маєтку Аркасів, спорудженого М. А. Аркасом. Після його знищення німцями в 1944 році леви були збережні і згодом поміщені у сквер. Вироблені в Іспанії з Родоського мармуру італійським скульптором Уліссо Камбії. Один лев зображений сплячим, у нього очі заплющені, а другий лежить із піднятою головою і дивиться в бік Великої Морської вулиці.
У вересні 2022 року у зв'язку з російською збройною агресією проти України леви були демонтовані і перенесені. У жовтні пам'ятник Святому Миколаю повністю обклали мішками з піском і накрили брезентом. Це було зроблено задля убезпечення пам'яток від пошкодження чи знищення у разі ракетних атак.

## Дозвілля
Протягом багатьох років біля парапету Каштанового скверу кожен день художники-аматори влаштовують імпровізовану картинну галерею. Місцеві автори виставляють свої роботи, які можна придбати. 
В самому сквері знаходиться фонтан і майданчики для гри в шахи, шашки і доміно, в які ще з радянських часів тут постійно грають пенсіонери. Через це сквер отримав одну із своїх назв — сквер пенсіонерів.

## Галерея

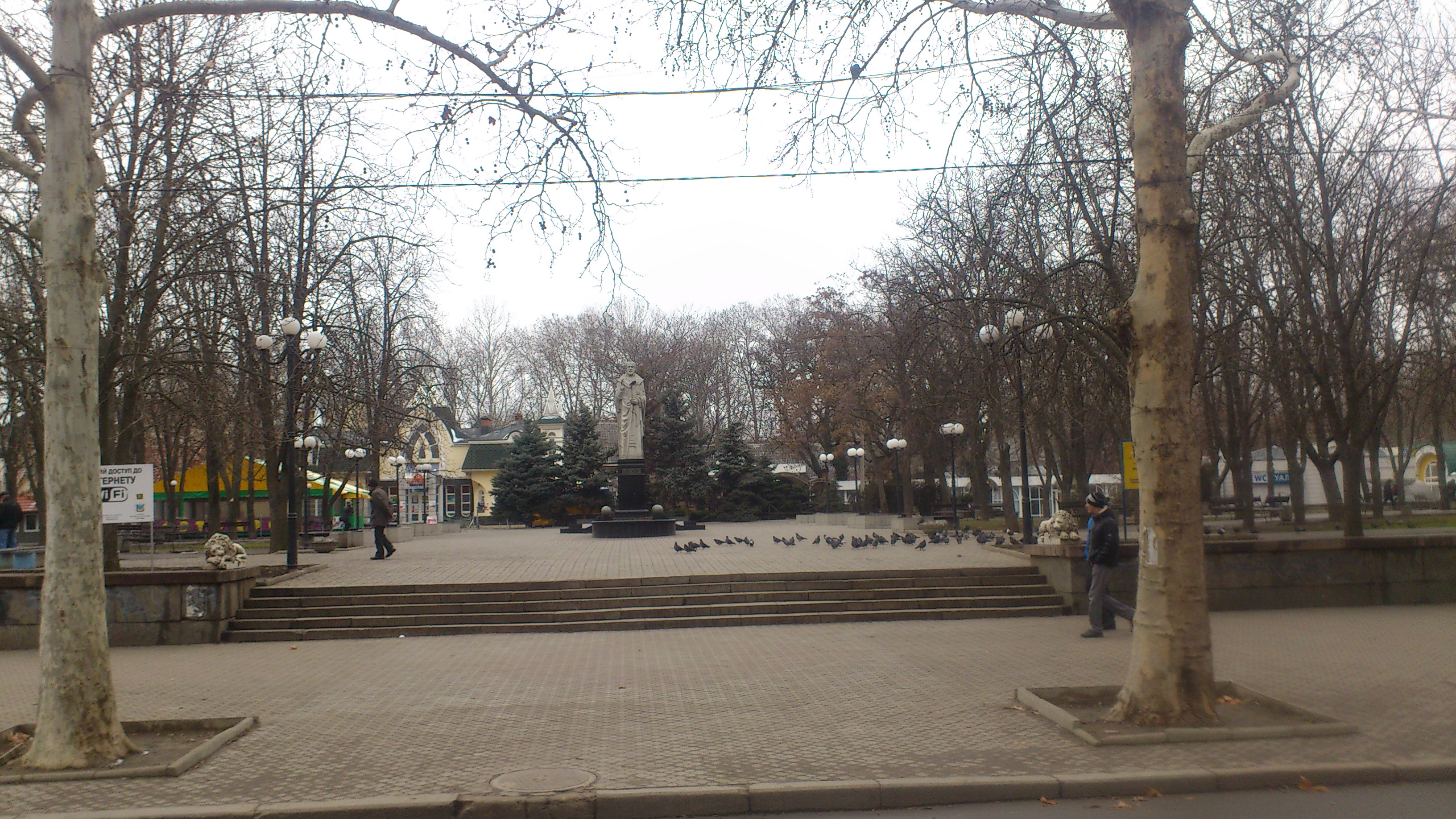
Загальний вид
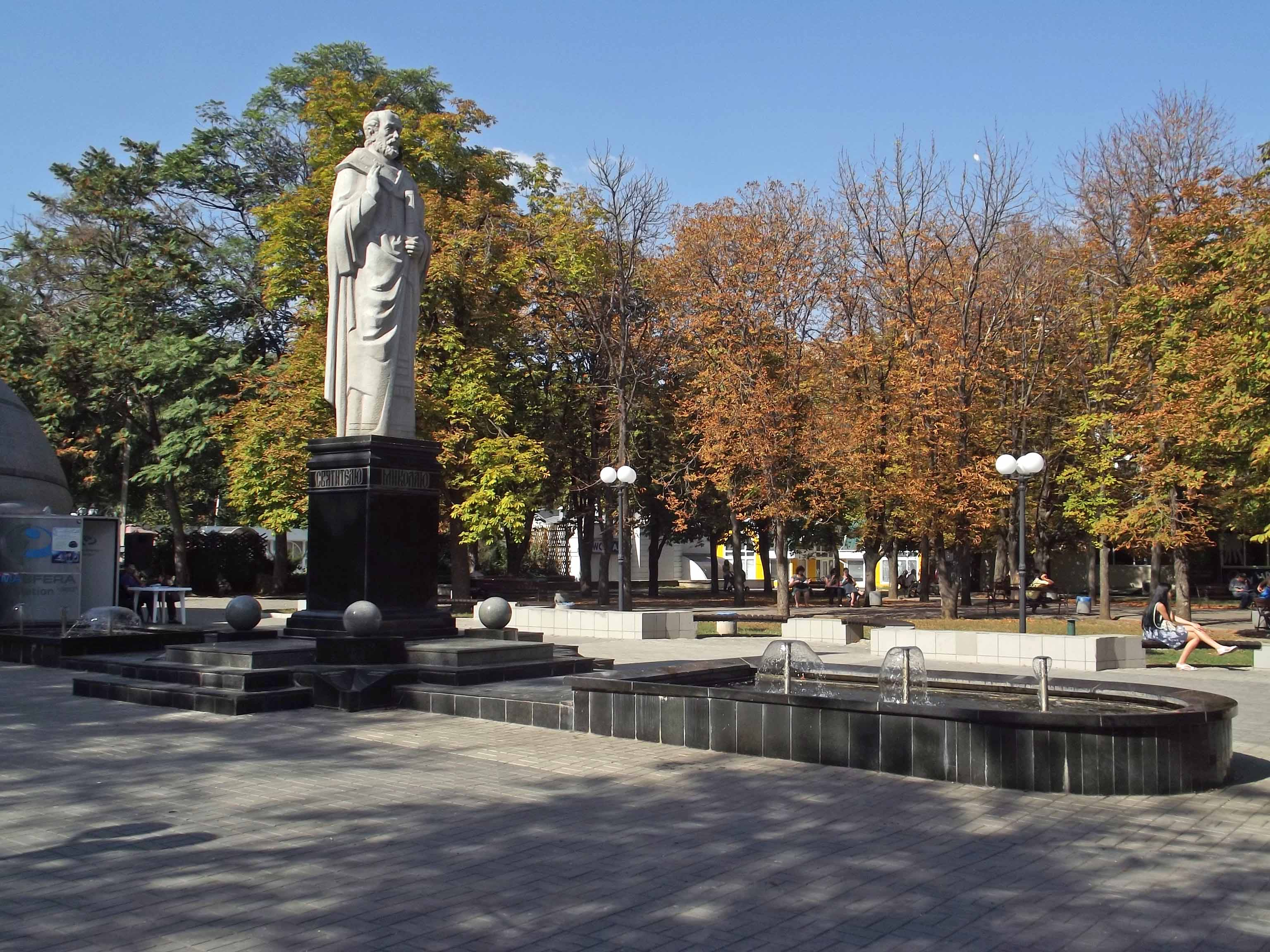
Пам'ятник Святому Миколаю
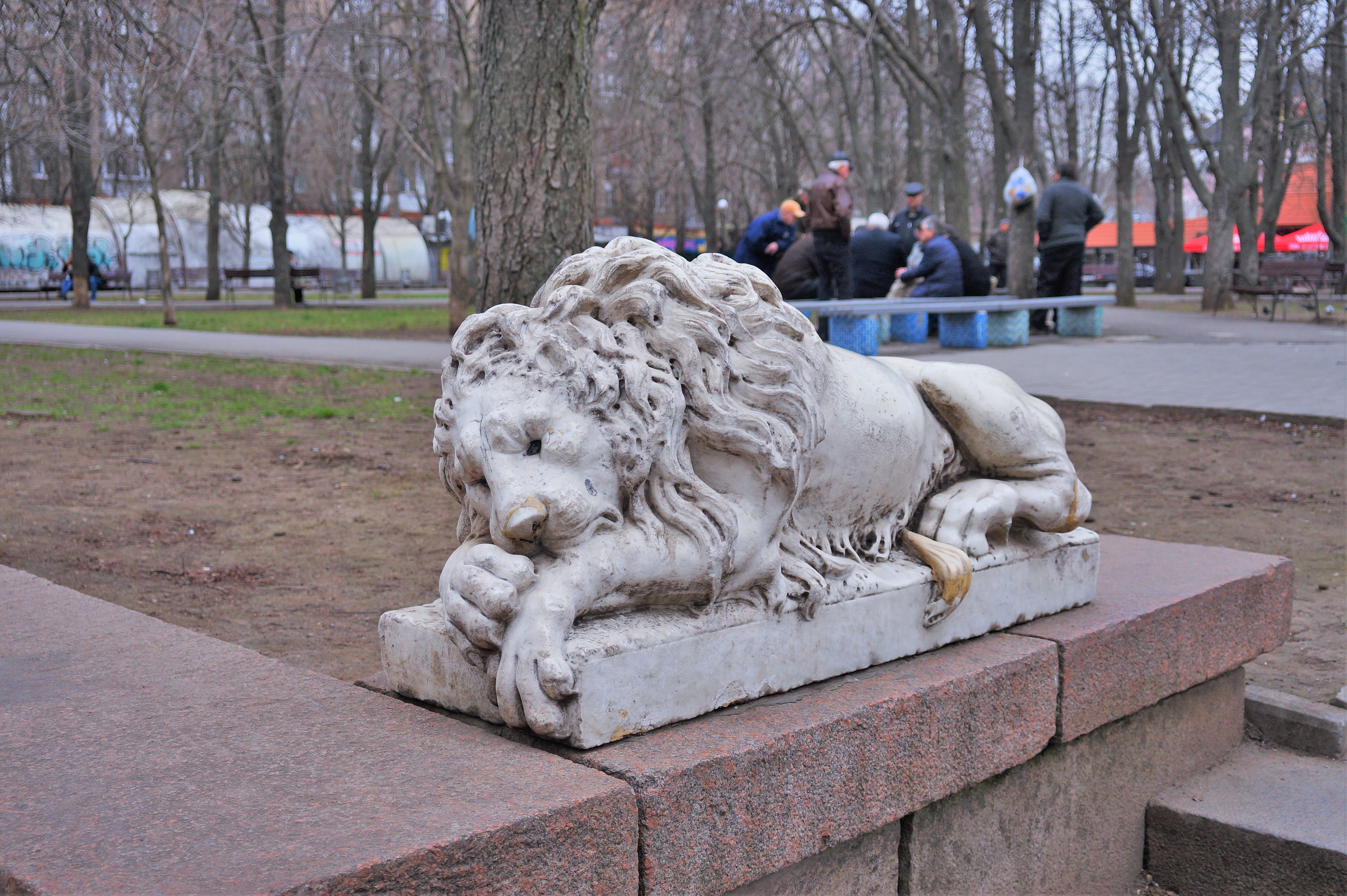
Мармуровий лев (лівий)
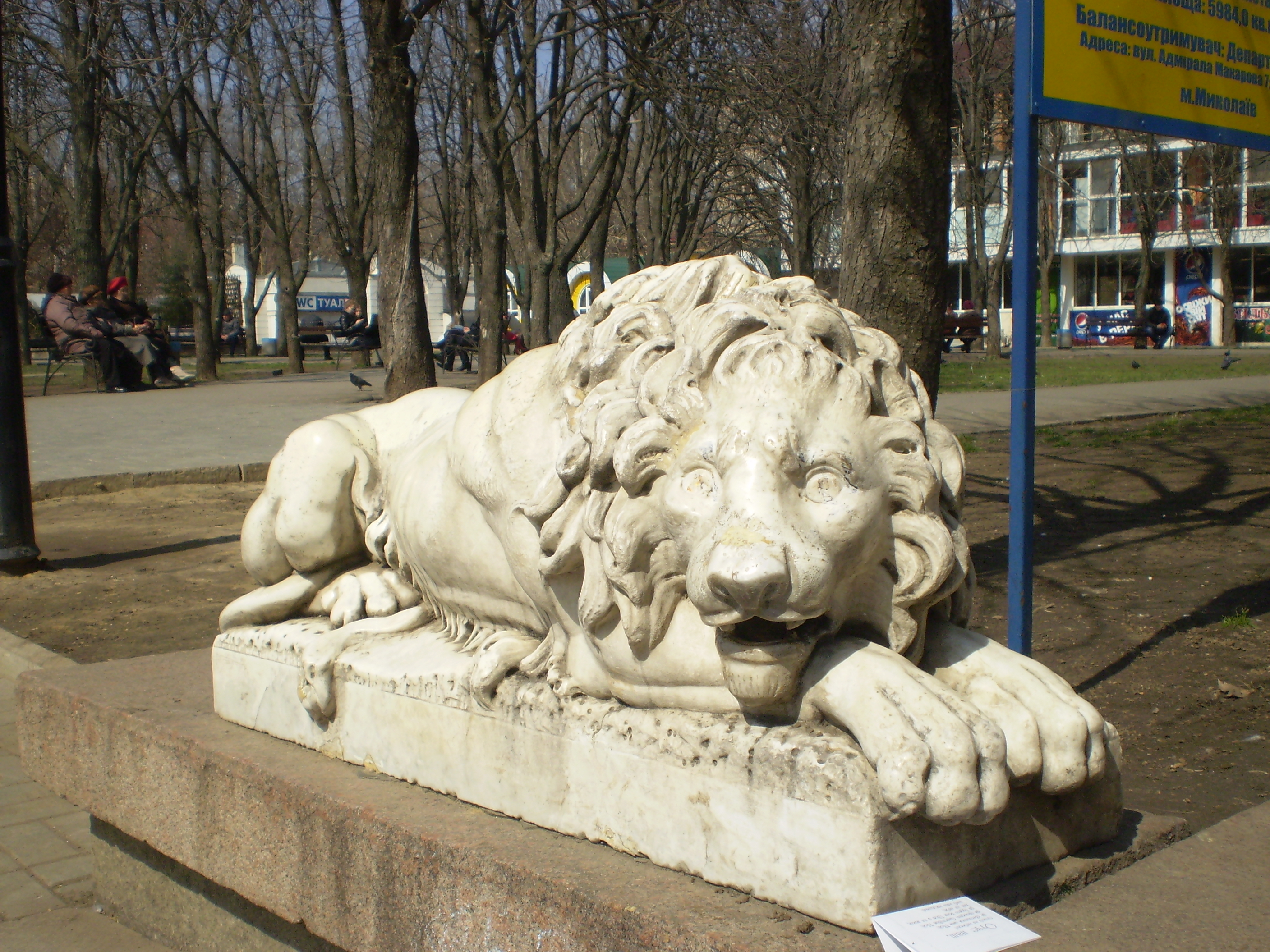
Мармуровий лев (правий)